# کجتیل مورلند
کجتیل مورلند (به انگلیسی: Kjetil Mørland) (زاده ۳ اکتبر ۱۹۸۰) خواننده نروژی است.
او در مسابقه آواز یوروویژن ۲۰۱۵ نماینده نروژ بود.